# Sandboxie
Sandboxie — це рішення віртуалізації на рівні ОС із відкритим кодом для Microsoft Windows.[10][11][12] Це рішення ізольованого програмного середовища, яке створює ізольоване операційне середовище, в якому програми можуть працювати без постійної зміни локальної системи.[10][13] Це віртуальне середовище дозволяє контролювати тестування ненадійних програм і веб-серфінгу.[13][14][15]
Після різних переходів власності (Sophos[16][17][18] придбала Invincea[1][19][20], яка придбала Sandboxie у оригінального автора, Ронена Цура), Sophos зрештою припинила підтримку та випустила код як відкритий. [21] Наступного дня після оголошення Sophos сторонній розробник, відомий як Девід Ксанатос, розгалужив проект із відкритим вихідним кодом[a][2][22] і пізніше розширив його за допомогою Sandboxie Plus.[23]

## Опис
Sandboxie дозволяє запускати додатки в ізольованому віртуальному середовищі й повністю контролювати запущені процеси.
Програма, що працює в «пісочниці», не зможе записати будь-які дані в реєстр, отримати доступ до системних файлів або внести зміни в систему і вплинути на її працездатність.
Sandboxie підвищує безпеку операційної системи при вебсерфінгу в Інтернеті від установки небажаного програмного забезпечення, а також стежить за роботою електронної пошти, використовуючи власну «пастку» для вірусів, троянських і шпигунських програм, прикріплених до електронного листа.
Кількість віртуальних «пісочниць» не обмежена, користувач може вручну скласти список програм, які будуть автоматично запускатися в них, а також налаштувати рівень дозволу до різних ресурсів для кожної з них.
Всі сліди змін, зроблені всередині «пісочниці» можна переглянути, зайшовши у відповідну папку.
Утиліта не є кросплатформним програмним забезпеченням і працює тільки на комп'ютерах під управлінням 32-бітних і 64-розрядних операційних систем Microsoft Windows.
У минулому розробник припиняв підтримку 64-розрядних версій Windows, і не було ніяких планів їх підтримки в майбутніх версіях програми. Sandboxie функціонувала на 64-розрядних версіях Windows XP через слабку реалізацію PatchGuard. Однак, з виходом Windows Vista, яка включала більш безпечну реалізацію PatchGuard, Sandboxie вже не міг обійти PatchGuard. Незабаром після цього було випущено оновлення «KB932596» для 64-розрядної Windows XP, яке включало оновлений варіант PatchGuard, що унеможливлювало роботу Sandboxie в 64-розрядній Windows XP. Таким чином, розробник припинив підтримку 64-бітної версії Sandboxie. Попри можливість видалення оновлення «KB932596», що дозволяло б старим 64-бітними версіями Sandboxie функціонувати як і раніше, це могло б спричинити несанкціоновану модифікацію ядра. Починаючи з версії 3.44, Sandboxie пропонує повну підтримку для 64-розрядних версій Windows Vista sp1 і Windows 7. Починаючи з версії 5, Sandboxie підтримує Windows 10. Для версії 5.14 на офіційному сайті заявляється підтримка всіх випусків операційної системи від Windows XP SP3 до Windows 10 в 32-бітної й 64-бітної версії.

## Статті
- Интернет и сети: Sandboxie v.3.48. iXBT.com. 10 серпня 2010. Архів оригіналу за 9 травня 2012. Процитовано 6 вересня 2010.
- Сергей и Марина Бондаренко (12 серпня 2010). Sandboxie 3.48: работа с приложениями в "песочнице". 3DNews. Архів оригіналу за 3 листопада 2016. Процитовано 6 вересня 2010.
- Сергей и Марина Бондаренко (21 липня 2010). Работа в "песочнице" - игры для взрослых. Часть 1. 3DNews. Архів оригіналу за 3 грудня 2016. Процитовано 15 грудня 2014.
- Илья Шпаньков (12 листопада 2007). Цифровой предбанник. Компьютерра. Архів оригіналу за 24 квітня 2018. Процитовано 13 жовтня 2016.
- Илья Муравьев (23 вересня 2013). Обзор программ для работы с виртуальными песочницами. iXBT.com. Архів оригіналу за 25 квітня 2018. Процитовано 15 грудня 2014.